# Mistrzostwa Świata w Lekkoatletyce 2005 – pchnięcie kulą mężczyzn
Pchnięcie kulą mężczyzn – jedna z konkurencji rozgrywanych podczas lekkoatletycznych mistrzostw świata w 2005. Eliminacje oraz finał odbyły się 6 sierpnia.
Do eliminacji zgłoszonych zostało 30 zawodników z 24 państw. Dwunastka lekkoatletów z najlepszymi wynikami w fazie eliminacji (lub tych, którzy osiągnęli rezultat co najmniej 20,25 m) awansowała do finałowej rywalizacji.
Zawody w tej konkurencji wygrał reprezentant Stanów Zjednoczonych Adam Nelson. Drugą pozycję zajął zawodnik z Holandii Rutger Smith, trzecią zaś reprezentujący Niemcy Ralf Bartels.
Kulomioci Andrej Michniewicz i Jurij Biłonoh zostali zdyskwalifikowani za stosowanie niedozwolonych substancji dopingowych.

## Wyniki

### Eliminacje
Grupa A
| Miejsce | Zawodnik            | Państwo           | Podejście | Podejście | Podejście | Wynik końcowy | Uwagi |
| Miejsce | Zawodnik            | Państwo           | #1        | #2        | #3        | Wynik końcowy | Uwagi |
| ------- | ------------------- | ----------------- | --------- | --------- | --------- | ------------- | ----- |
| 1.      | Christian Cantwell  | Stany Zjednoczone | 21,11     |           |           | 21,11         |       |
| 2.      | Joachim Olsen       | Dania             | 20,16     | 19,82     | 20,85     | 20,85         |       |
| 3.      | Adam Nelson         | Stany Zjednoczone | X         | 20,35     |           | 20,35         |       |
| 4.      | Tepa Reinikainen    | Finlandia         | 19,87     | 20,19     | 20,06     | 20,19         |       |
| 5.      | Tomasz Majewski     | Polska            | 20,04     | 20,12     | 20,09     | 20,12         |       |
| 6.      | Carl Myerscough     | Wielka Brytania   | 19,88     | 20,07     | 19,68     | 20,07         |       |
| 7.      | Gheorghe Gușet      | Rumunia           | 19,44     | 19,60     | 19,83     | 19,83         |       |
| 8.      | Manuel Martínez     | Hiszpania         | 19,49     | 19,55     | 19,28     | 19,55         |       |
| 9.      | Petr Stehlík        | Czechy            | 18,98     | 19,48     | X         | 19,48         |       |
| 10.     | Miran Vodovnik      | Słowenia          | 18,60     | 18,58     | 19,28     | 19,28         |       |
| 11.     | Iwan Juszkow        | Rosja             | 18,77     | 18,98     | X         | 18,98         |       |
| 12.     | Marco Antonio Verni | Chile             | X         | X         | 18,60     | 18,60         |       |
| 13.     | Dorian Scott        | Jamajka           | 18,10     | X         | 18,33     | 18,33         |       |
| –       | Shaka Sola          | Samoa             | DNS       | DNS       | DNS       | DNS           |       |
| –       | Andrej Michniewicz  | Białoruś          | 20,54     |           |           | DSQ           |       |

Grupa B
| Miejsce | Zawodnik                 | Państwo              | Podejście | Podejście | Podejście | Wynik końcowy | Uwagi |
| Miejsce | Zawodnik                 | Państwo              | #1        | #2        | #3        | Wynik końcowy | Uwagi |
| ------- | ------------------------ | -------------------- | --------- | --------- | --------- | ------------- | ----- |
| 1.      | Ralf Bartels             | Niemcy               | 20,56     |           |           | 20,56         |       |
| 2.      | Mikuláš Konopka          | Słowacja             | 19,73     | X         | 20,39     | 20,39         |       |
| 3.      | Rutger Smith             | Holandia             | 20,26     |           |           | 20,26         |       |
| 4.      | Ville Tiisanoja          | Finlandia            | 19,85     | 19,57     | 20,18     | 20,18         |       |
| 5.      | Chalid Habasz as-Suwajdi | Katar                | 19,72     | X         | 19,56     | 19,72         |       |
| 6.      | Anton Lubosławski        | Rosja                | 18,81     | X         | 19,56     | 19,56         |       |
| 7.      | John Godina              | Stany Zjednoczone    | 19,22     | X         | 19,54     | 19,54         |       |
| 8.      | Dragan Perić             | Serbia i Czarnogóra  | 19,12     | 19,27     | 19,46     | 19,46         |       |
| 9.      | Taavi Peetre             | Estonia              | X         | 19,20     | 19,08     | 19,20         |       |
| 10.     | Juryj Białou             | Białoruś             | 18,50     | X         | 19,16     | 19,16         |       |
| 11.     | Hamza Alić               | Bośnia i Hercegowina | 18,29     | 18,77     | 18,65     | 18,77         |       |
| 12.     | Edis Elkasević           | Chorwacja            | 18,47     | 18,59     | X         | 18,59         |       |
| –       | Pawieł Łyżyn             | Białoruś             | X         | X         | X         | NM            |       |
| –       | Janus Robberts           | Południowa Afryka    | X         | X         | X         | NM            |       |
| –       | Jurij Biłonoh            | Ukraina              | 20,21     | X         | 19,87     | DSQ           |       |

### Finał
| Miejsce | Zawodnik           | Państwo           | Podejście | Podejście | Podejście | Podejście | Podejście | Podejście | Wynik końcowy | Uwagi |
| Miejsce | Zawodnik           | Państwo           | #1        | #2        | #3        | #4        | #5        | #6        | Wynik końcowy | Uwagi |
| ------- | ------------------ | ----------------- | --------- | --------- | --------- | --------- | --------- | --------- | ------------- | ----- |
| 01 !    | Adam Nelson        | Stany Zjednoczone | 21,73     | 21,28     | 21,68     | X         | 21,04     | X         | 21,73         | SB    |
| 02 !    | Rutger Smith       | Holandia          | 21,29     | 21,04     | 21,23     | 20,87     | X         | 20,66     | 21,29         |       |
| 03 !    | Ralf Bartels       | Niemcy            | 20,30     | X         | 20,61     | 20,77     | 20,53     | 20,99     | 20,99         |       |
| 4.      | Christian Cantwell | Stany Zjednoczone | 20,87     | X         | X         | X         | 20,57     | X         | 20,87         |       |
| 5.      | Joachim Olsen      | Dania             | 20,13     | 20,73     | X         | 20,49     | 19,68     | X         | 20,73         |       |
| 6.      | Ville Tiisanoja    | Finlandia         | 18,29     | 19,95     | 20,57     | 20,04     | 20,15     | X         | 20,57         |       |
| 7.      | Tomasz Majewski    | Polska            | 20,08     | X         | 20,23     | NQ        | NQ        | NQ        | 20,23         |       |
| 8.      | Tepa Reinikainen   | Finlandia         | 19,69     | 20,09     | 19,31     | NQ        | NQ        | NQ        | 20,09         |       |
| 9.      | Mikuláš Konopka    | Słowacja          | 19,33     | 19,67     | 19,72     | NQ        | NQ        | NQ        | 19,72         |       |
| 10.     | Carl Myerscough    | Wielka Brytania   | 19,15     | 19,67     | X         | NQ        | NQ        | NQ        | 19,67         |       |
| –       | Jurij Biłonoh      | Ukraina           | 20,89     | X         | 20,32     | 20,42     | 20,81     | X         | DSQ           |       |
| –       | Andrej Michniewicz | Białoruś          | 20,73     | 20,43     | 20,72     |           | 20,36     | 20,74     | DSQ           |       |